# Isturgia
Isturgia is een geslacht van vlinders van de familie spanners (Geometridae), uit de onderfamilie Ennominae.

## Soorten
- I. albogrisea Krüger, 2001
- I. arenacearia (Denis & Schiffermüller, 1775)
- I. arenularia (Mabille, 1880)
- I. arizela (Fletcher D. S., 1978)
- I. arizeloides Krüger, 2001
- I. assimilaria (Rambur, 1833)
- I. averyi Viette, 1980
- I. banian (Viette, 1981)
- I. berytaria (Staudinger, 1892)
- I. catalaunaria (Guénée, 1858)
- I. comorensis Krüger, 2001
- I. contexta (Saalmüller, 1891)
- I. cretacea Staudinger, 1892
- I. deerraria (Walker, 1861)
- I. devecta (Herbulot, 1966)
- I. disputaria (Guénée, 1858)
- I. dukuduku Krüger, 2001
- I. exerraria (Prout, 1925)
- I. exospilata (Walker, 1861)
- I. famula (Esper, 1787)
- I. focularia Geyer, 1837
- I. geminata (Warren, 1897)
- I. griveaudi Krüger, 2001
- I. inaequivirgaria (Mabille, 1890)
- I. kiellandi Krüger, 2001
- I. limbaria

Oranje bremspanner (Fabricius, 1775)
- I. malesignaria (Mabille, 1880)
- I. megasaccus Krüger, 2001
- I. miniosaria (Duponchel, 1829)
- I. modestaria (Pagenstecher, 1907)
- I. murinaria (Denis & Schiffermüller, 1775)

- I. netta (Holland, 1897)
- I. perplexa Krüger, 2001
- I. perviaria (Lederer, 1855)
- I. philbyi (Wiltshire, 1980)
- I. presbitaria (Swinhoe, 1904)
- I. prionogyna (Prout, 1916)
- I. pulinda (Walker, 1860)
- I. pygmaeata Krüger, 2001
- I. quadriplaga (Rothschild, 1921)
- I. roraria (Fabricius, 1776)
- I. rubrior Hausmann, 1990
- I. sakalava Herbulot, 1954
- I. spissata (Walker, 1862)
- I. spodiaria (Lefebvre, 1832)
- I. sublimbata (Butler, 1884)
- I. supergressa (Prout, 1913)
- I. tennoa (Pinker, 1978)
- I. triseriata (Prout, 1926)
- I. univirgaria (Mabille, 1880)
- I. virescens Krüger, 2001